# Thomson TO 9
Thomson TO 9 (TO 9) је кућни рачунар, производ фирме Томсон (Thomson) који је почео да се израђује у Француској током 1985. године.
Користио је Motorola 6809 e као централни микропроцесор а РАМ меморија рачунара TO 9 је имала капацитет од 128 KB (107 KB слободно за корисника). 

## Детаљни подаци
Детаљнији подаци о рачунару TO 9 су дати у табели испод.
|                       |                                                                           |
| [ 1 ]                 |                                                                           |
| Произвођач            | Томсон                                                                    |
| Тип                   | кућни рачунар                                                             |
| Меморија              | 128 (107 слободно за корисника)                                           |
| Поријекло             | Француска                                                                 |
| Година                | 1985                                                                      |
| Тастатура             |                                                                           |
| Процесор              |                                                                           |
| Фреквенција процесора | 1                                                                         |
| RAM                   | 128 (107 слободно за корисника)                                           |
| ROM                   | 136                                                                       |
| Текст                 | 40 x 24 / 80 x 24                                                         |
| Графика               | 320 x 200 (16 боја) / 640 x 200 (2 боје) / 320 x 200 (4 боје) / 160 x 200 |
| Боја                  | од 2 до 16 између 4096                                                    |
| Звук                  | 3 канала, 7 октава                                                        |
| Димензије             | 9,25 x 5,75 x 1                                                           |
| Портови               |                                                                           |
| Оперативни систем     | [[]]                                                                      |